# Karang Agung (Way Tenong)
Karang Agung is een bestuurslaag in het regentschap Lampung Barat van de provincie Lampung, Indonesië. Karang Agung telt 2305 inwoners (volkstelling 2010).